# Milán-San Remo 1980
La Milán-San Remo 1980 fue la 71.ª edición de la Milán-San Remo. La carrera se disputó el 19 de marzo de 1980, siendo el vencedor final el italiano Pierino Gavazzi, que se impuso al sprint en la meta de Sanremo. 
264 ciclistas tomaron la salida, acabando la carrera 154 de ellos. 

## Clasificación final
| Posición | Ciclista            | Equipo                         | Tiempo    |
| -------- | ------------------- | ------------------------------ | --------- |
| 1        | Pierino Gavazzi     | Magniflex-Olmo                 | 6h 42' 7" |
| 2        | Giuseppe Saronni    | Gis Gelati-Colnago             | m. t.     |
| 3        | Jan Raas            | TI-Raleigh-Creda               | m. t.     |
| 4        | Sean Kelly          | Splendor-Admiral-TV Ekspres    | m. t.     |
| 5        | Roger de Vlaeminck  | Boule d'Or-Colnago-Studio Casa | m. t.     |
| 6        | Francesco Moser     | Sanson-Campagnolo              | m. t.     |
| 7        | Jacques Bossis      | Peugeot-Esso-Michelin          | m. t.     |
| 8        | Klaus Peter Thaler  | Teka                           | m. t.     |
| 9        | Giuseppe Martinelli | San Giacomo-Benotto            | m. t.     |
| 10       | Fons de Wolf        | Boule d'Or-Colnago-Studio Casa | m. t.     |